# غاري أدلر
غاري أدلر (بالإنجليزية: Gary Adler)‏ هو مدير موسيقي وملحن أمريكي، ولد في 1965.

## وصلات خارجية
- غاري أدلر على موقع قاعدة بيانات برودواي على الإنترنت (الإنجليزية)